# Steenbeekdries
Steenbeekdries er en vej og bakke i Etikhove i den belgiske kommune Maarkedal i de Flamske Ardenner, Østflandern. Det er en brostensbelagt vej omkring en kilometer sydvest for centrum af Etikhove.
Halvvejs op ad Steenbeekdries løber Mariaborrestraat ud. I syd forbindes vejen med Stationsberg. I 1995 blev Steenbeekdries sammen med nogle andre brostensbelagte veje fredet som kulturejendom.

## Cykelsport
I cykelløb er Steenbeekdries blevet inkluderet flere gange i ruterne for forskellige flamske forårsklassikere.
I cykelklassikeren Flandern Rundt er vejen blevet besteget adskillige gange. Steenbeekdries er blevet besteget 22 gange (2002-2023). I perioden 2002-2006 blev Steenbeekdries altid placeret efter Koppenberg og før Taaienberg. I 2007 lå den mellem Kortekeer og Taaienberg. I 2008-2011 lå Steenbeekdries igen mellem Koppenberg og Taaienberg. I 2012 og 2013 blev Steenbeekdries placeret mellem Koppenberg og Kruisberg/Hotond. I perioden 2014-2023 er Steenbeekdries placeret mellem Koppenberg og Taaienberg.
Steenbeekdries er også en del af ruterne for Dwars door Vlaanderen og Dwars door de Vlaamse Ardennen.
På toppen kommer Stationsberg op fra venstre. Steenbeekdries er en del af brostensbelægningen, der i cykelløb kaldes Mariaborrestraat.